# 遠東邊疆區

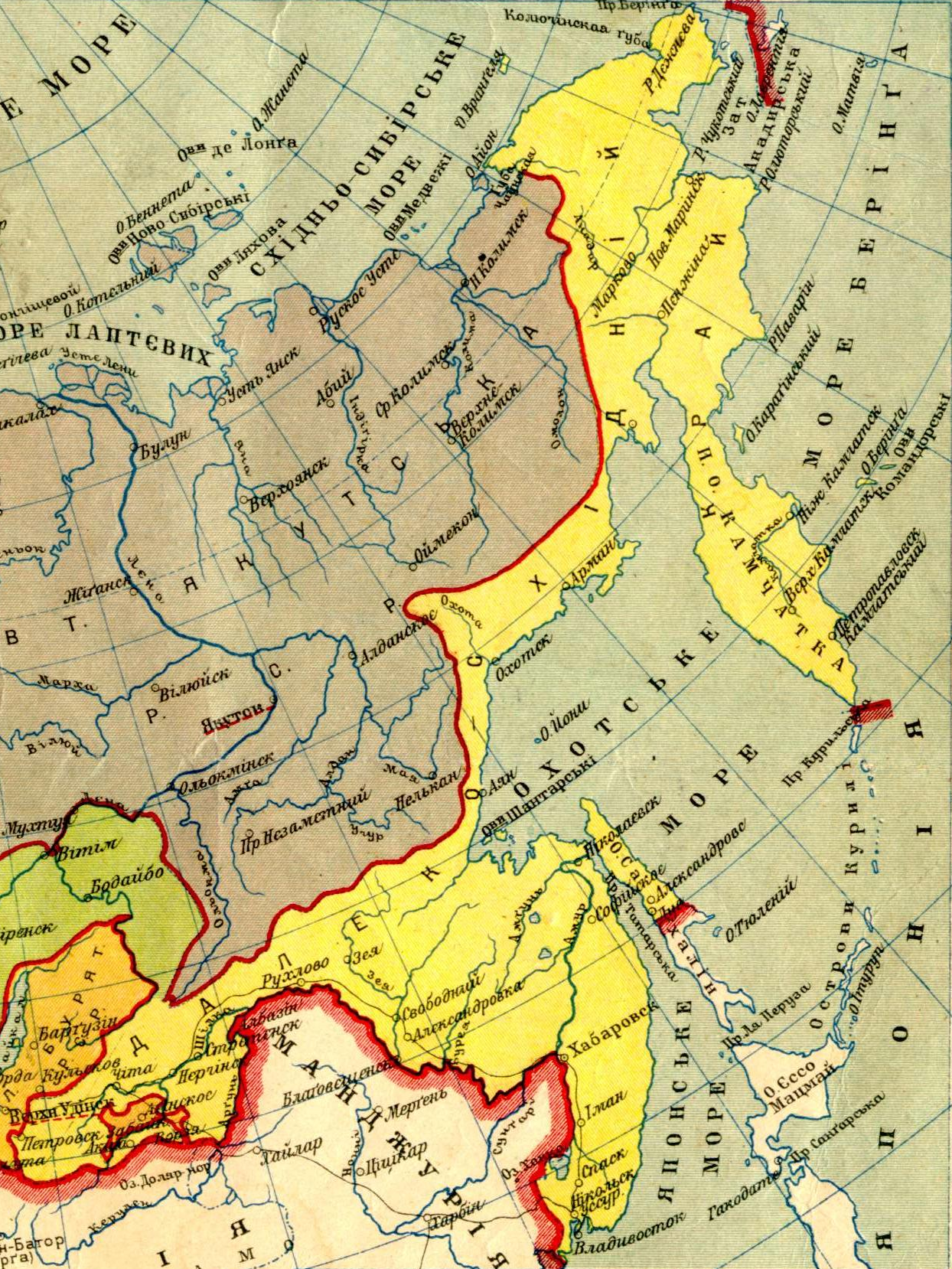
1929年的地圖

遠東邊疆區 （Дальневосточный край，簡稱）是蘇聯早期的一個行政區，1926年1月4日远东州改为远东边疆区。远东州下辖滨海省、外贝加尔省、阿穆尔省、勘察加省一并撤销。远东边疆区地域包括了今日的馬加丹州、楚科奇自治區、哈巴羅夫斯克邊疆區、阿穆爾州、堪察加邊疆區、濱海邊疆區、外貝加爾邊疆區 （阿加布里亞特區除外）和庫頁島（薩哈林島）的北部。面積2.6百萬平方公里，人口210萬。首府哈巴羅夫斯克。
1926年1月远东边疆区成立时下辖9个专区（Округ），专区下辖76个小区（районов）:
- 阿穆尔专区（俄语：Амурский округ），驻布拉戈维申斯克市 下辖11个区，人口38.67万人。
- 符拉迪沃斯托克专区（俄语：Владивостокский округ），下辖11个区，45.34万人。
  - 符拉迪沃斯托克市
  - 尼科利斯克-烏蘇里斯基（双城子）市
  - 格罗德科夫区，驻格罗德科沃村
  - 伊万诺夫区
  - 米哈伊洛夫区
  - 奥莉加区
  - 波克罗夫区
  - 波谢耶特区，驻斯拉夫扬卡
  - 斯帕斯克区，驻斯帕斯克-达里尼市
  - 绥芬区，驻尼科利斯克-烏蘇里斯基市。1930年12月13日，绥芬区撤销，并入尼科利斯克-烏蘇里斯基市。1937年4月绥芬区更名为沃罗希洛夫斯基区。
  - 苏昌区，驻苏昌斯基鲁德尼克镇。1935年2月改名为弗拉基米尔-亚历山大区。1935年4月改名为布焦诺夫斯基区
  - 汉卡区（兴凯），驻红土崖
  - 什科托夫区
  - 什马科夫区，驻乌斯片卡村
  - 切尔尼戈夫区
  - 雅科夫列夫
  - 捷尔涅伊区(野猪河)
  - 伊曼区
  - 锡霍特阿林区
  - 索韦茨科-奥罗奇区，驻乌斯季奥罗奇
  - 比金区，1932年11月17日成立
- 结雅专区（俄语：Зейский округ），驻斯科沃罗季诺。下辖4个区，4.74万人。
- 堪察加专区（俄语：Камчатский округ），下辖6个区，3.47万人。1930年分立出楚克奇民族专区、科里亚克民族专区；堪察加专区剩下3个区。1932年堪察加专区改为堪察加州。
- 尼古拉耶夫斯克专区（俄语：Николаевский округ (Дальневосточный край)），辖7个区，3.52万人
- 萨哈林专区（俄语：Сахалинский округ）：1925年5月12日成立，驻亚历山德罗夫斯克，辖4个区，1.02万人。1932年10月20日改为萨哈林州。
- 斯列坚斯克专区（俄语：Сретенский округ），由外贝加尔省（俄语：Забайкальская губерния）的涅尔琴斯克县（俄语：Нерчинский уезд）、斯列坚斯克县（俄语：Сретенский уезд）组建。驻斯列坚斯克。辖8个区，人口20.16万人。1930年7月30日专区撤销，所辖各区直属于新设的東西伯利亞邊疆區。
- 哈巴罗夫斯克专区（俄语：Хабаровский округ），辖5个区，17.61万人。
- 赤塔专区（俄语：Читинский округ (1926—1930)） ，由外贝加尔省（俄语：Забайкальская губерния）的赤塔县（俄语：Читинский уезд）、博尔津斯基县（俄语：Борзинского уезд）、涅爾欽斯科-扎沃德斯基县（俄语：Петровско-Заводского уезд）组建。辖14个区，人口38.18万人。1930年7月30日专区撤销，所辖各区直属于新设的東西伯利亞邊疆區。

1930年7月30日撤销各专区，下辖各区直属于边疆区。
1930年12月10日设立鄂霍茨克-埃文民族专区，包括远东边疆区最东北部的鄂霍茨克海北岸、西岸的圖古爾-丘米坎區、鄂霍次克区、奧拉區的全部，品任納區的埃文部分；雅库特苏维埃社会主义自治共和国的雅库特通古斯地区（якутской тунгусской полосы）、阿拉赫雲河左岸、涅拉河流域、科累马河右岸支流科爾科東河、奧莫隆河与因迪吉爾卡河上游流域、马亚河流域。政府驻纳格耶沃，后迁鄂霍茨克。1931年圖古爾-丘米坎區与奧拉區转隶远东建筑托拉斯。
1932年10月20日成立滨海州、阿穆尔州、下阿穆尔专区。1934年7月22日，从滨海州分立出烏蘇里斯克州，州府驻尼科利斯克-烏蘇里斯基市，一年后更名为伏罗希洛夫市。辖区（районы）：
- 格罗德科夫区
- 伊万诺夫区
- 米哈伊洛区
- 波克罗夫斯基区。1935年更名为莫洛托夫区
- 斯帕斯克区
- 什马科夫区
- 汉卡区
- 切尔涅戈夫区
- 雅科夫列夫区

1934年5月7日设立犹太自治区。1934年7月22日设立结雅州、哈巴罗夫斯克州、下阿穆尔州。鄂霍茨克-埃文民族专区隶属于下阿穆尔州。1934年9月15日，撤销鄂霍茨克-埃文民族专区，各区直属于下阿穆尔州。1935年3月23日，远东边疆区执委会主席团决定烏蘇里斯克州增设：
- 阿努琴诺区（伊万诺夫区析出）
- 乌什片克区（由什马科夫区析出）。1935年4月17日更名为基洛夫区
- 霍罗利区（从米哈伊洛夫斯区、汉卡区、切尔涅戈夫区分出）
- 丘古耶夫卡区（从雅克夫列夫区分出）
- 阿努琴诺区

1937年4月9日，远东边疆区执委会主席团决定设立纳杰日金斯科耶区。1937年5月3日，纳杰日金斯科耶区更名为符拉迪沃斯托克区。1937年9月26日，结雅州并入新组建的赤塔州。
1938年10月20日远东边疆区被分為哈巴羅夫斯克邊疆區和濱海邊疆區。当时哈巴羅夫斯克邊疆區辖哈巴罗夫斯克州、下阿穆尔州、阿穆尔州、犹太州、萨哈林州、堪察加州、楚科奇民族专区、科里亚克民族专区、科累马专区；滨海边疆区下设滨海州，烏蘇里斯克州。